# Francisco Bastardi
Francisco Antonio Bastardi (Buenos Aires, 4 de octubre de 1883-ibídem, 6 de marzo de 1976) fue un destacado poeta, actor y autor argentino.

## Carrera
Francisco Bastardi fue un renombrado actor de la escena nacional argentina. Si bien era un artista nacido exclusivamente en el teatro como el Argentino y el Nacional, llegó a lucirse en algunos roles durante la época de oro del cine con figuras de la talla de Floren Delbene, Herminia Franco, Niní Marshall, Pepe Iglesias, Juan Carlos Thorry, Santiago Gómez Cou, Eloy Álvarez, Amalia Sánchez Ariño, Pierina Dealessi, Herminia Mancini, entre otras.
Se inicia en un conjunto filodramático en la ciudad de Rosario (Santa Fe), luego estudia en Buenos Aires en una Academia de Declamación. Antes de ser un gran artista fue estudiante de marina, obrero, empleado y comerciante.
Debutó en 1909 en el Teatro Apolo, en la "Compañía de Pablo Podestá". También trabajó junto a Roberto Casaux. En 1916 formó parte de la "Compañía de Pablo Podestá - Orfilia Rico -  Florencio Parravicini" junto a un gran staf actoral en la que se encontraban Silvia Parodi, Celia Podestá, Eliseo Gutiérrez, Humberto Zurlo, Jacinta Diana, Félix Rico y Ángel Quartucci. También trabajó en la administración del Teatro Cervantes.

## Filmografía
- 1917: Los habitantes de la leonera.
- 1936: Amalia.
- 1940: Azahares rojos
- 1944: 24 horas en la vida de una mujer.
- 1946: Mosquita muerta.[3]

## Teatro
Como actor:
- Dicha funesta
- La nota roja
- Tierra baja
- Mamá Clara
- Delirio de grandeza
- La Dama, El Caballero y El Ladrón

Como autor:
- En la ciudad
- El antifaz
- Las Camelias
- Aquella noche en el pigalle

## Etapa como cantor y autor
Debutó como cancionista con el tango Alma de Arrabal, del año 1917, con música de Antonio Cipolla, luego se agregaron títulos que grabaron entre otros Libertad Lamarque e Ignacio Corsini. Llevó hasta Europa el tema Adiós, que te Vaya Bien con música de  José Razzano.
Se destacó como autor especialmente de tangos como La cabeza del italiano que fue estrenada primeramente por Azucena Maizani, en la temporada de 1923, en la obra Cristóbal Colón en la Facultad de Medicina. También en 1925 creó los temas Muchachita loca junto con Antonio Scatasso y Entrá nomas grabada por Carlos Gardel ( a quien unió una fuerte amistad).
Entre otros de sus tangos se destacan:
- Tierra Negra
- Tricomía arrabalera
- Sonaste Viejo
- Volvé, Negro
- Muchachita Loca
- Único Amor
- Las Intenciones
- Todo Florece (vals)
- A mi Madre (vals)
- ¡Oiga!
- Volvé a Casa
- Don José
- La Garçonne
- Lombardo
- No vuelvas a Mentir
- Juventud

En 1963 publicó el libro "Yo también con Mis Memorias", donde habla sobre los 50 años del Teatro Argentino.

## Otras actividades
Bastardi fue miembro de una asociación gremial de actores formada en 1906, época en la que fue despedido de un trabajo por parte de los empresarios. Trabajó activamente como prosecretario. Este junto a otros gremios, son los que dieron origen posterior a la famosa Asociación Argentina de Actores.
En Rosario creó junto al actor Eduardo Ricart el "Centro Pablo Podestá".